# Лігоньє (Пенсільванія)
Лігоньє (англ. Ligonier) — місто (англ. borough) в США, в окрузі Вестморленд штату Пенсільванія. Населення — 1513 особи (2020).

## Географія
Лігоньє розташований за координатами 40°14′42″ пн. ш. 79°14′15″ зх. д. / 40.24500° пн. ш. 79.23750° зх. д. (40.244940, -79.237487).  За даними Бюро перепису населення США в 2010 році місто мало площу 1,31 км², уся площа — суходіл.

## Демографія
Згідно з переписом 2010 року, у селищі мешкали 1573 особи в 793 домогосподарствах у складі 418 родин. Густота населення становила 1205 осіб/км².  Було 929 помешкань (712/км²).
Расовий склад населення:
| - 98,9 % — білих - 0,2 % — азіатів |

До двох чи більше рас належало 0,5 %. Частка іспаномовних становила 0,9 % від усіх жителів.
За віковим діапазоном населення розподілялося таким чином: 13,6 % — особи молодші 18 років, 55,1 % — особи у віці 18—64 років, 31,3 % — особи у віці 65 років та старші. Медіана віку мешканця становила 52,9 року. На 100 осіб жіночої статі у селищі припадало 81,0 чоловіків;  на 100 жінок у віці від 18 років та старших — 76,7 чоловіків також старших 18 років.
Середній дохід на одне домашнє господарство  становив 61 704 долари США (медіана — 48 229), а середній дохід на одну сім'ю — 76 343 долари (медіана — 66 964). Медіана доходів становила 52 852 долари для чоловіків та 38 654 долари для жінок. За межею бідності перебувало 11,1 % осіб, у тому числі 12,7 % дітей у віці до 18 років та 6,0 % осіб у віці 65 років та старших.
Цивільне працевлаштоване населення становило 752 особи. Основні галузі зайнятості: освіта, охорона здоров'я та соціальна допомога — 25,0 %, роздрібна торгівля — 12,8 %, мистецтво, розваги та відпочинок — 12,4 %.